# Achlyodes
Genre
Achlyodes est un genre de lépidoptères (papillons) de la famille des Hesperiidae et de la sous-famille des Pyrginae.
Il comporte cinq espèces, présentes dans les écozones néarctique et/ou néotropicale.

## Liste des espèces
- Achlyodes busirus (Cramer, [1779])
- Achlyodes minna Evans, 1953
- Achlyodes mithridates (Fabricius, 1793)
- Achlyodes munroei Bell, 1956
- Achlyodes pallida (R. Felder, 1869)